# 擊浪青春 (動畫電影)
《擊浪青春》（日語：がんばっていきまっしょい）是一部在2024年上映的日本动画电影。由櫻木優平執導，改編自敷村良子創作的同名作品。

## 劇情
本片講述了三津東高中的學生村上悅子重啟賽艇訓練，並與夥伴們共同追求競技目標的故事。

## 配音員
- 村上悦子－配音：雨宮天
- 佐伯姫－配音：伊藤美来
- 高橋梨衣奈－配音：高橋李依
- 兵頭妙子－配音：鬼頭明里
- 井本真優美－配音：長谷川育美
- 二宮隼人－配音：江口拓也
- 渋川－配音：なし
- 寺尾梅子－配音：竹達彩奈
- 大野舞－配音：三森鈴子
- 安田夏央莉－配音：内田彩

## 發行
本片於2024年10月25日在日本上映，於2025年9月5日在台灣上映。

## 主題曲
空色の水しぶき (我想看見的藍天)